# クチョ・エルナンデス
クチョ・エルナンデス（Cucho Hernández）こと、フアン・カミロ・エルナンデス・スアレス（Juan Camilo Hernández Suárez, 1999年4月20日 - ）は、コロンビア・リサラルダ県ペレイラ出身のサッカー選手。レアル・ベティス所属。ポジションはFW。

## クラブ経歴
コロンビアのリサラルダ県で生まれ、父はリサラルダのアマチュアリーグで審判を担っていたことからフットボールが身近な環境で育った。その父親に2歳のころから坊主頭にされ、その姿が当時インテル・ミラノでプレーしていたアルゼンチンのサッカー選手エステバン・カンビアッソ（愛称「クチュ」）に似ていることから「クチョ」のニックネームで呼ばれるようになった。

### デポルティーボ・ペレイラ
リサラルダのU-17選抜として活躍（リサラルダ県およびペレイラ市の大会で17回の得点王を獲得）すると、デポルティーボ・ペレイラのエルナン・リシ監督に声をかけられて16歳で同クラブに入団。デポルテス・キンディオ戦でプロデビューを果たすと、その試合で1アシストを記録し試合も2-1で勝利を飾った。プロ2年目にはカテゴリア・プリメーラB（コロンビア2部リーグ）で得点王となる20ゴールを記録し、若手有望選手として注目を集めた。
2016年7月3日にはティグレスFCとの試合でプロ初のハットトリックを達成した。
12月22日、スペインのグラナダCFへの移籍が決まった後、アメリカ・デ・カリへのローン移籍が決定。

### ワトフォード
2017年7月、イングランド・プレミアリーグのワトフォードFCへの移籍が決まった後、スペイン・セグンダ・ディビシオンのSDウエスカに、ローン移籍で加入。2017-18シーズンは35試合16ゴールを決め、チーム創設58年目で初のプリメーラ・ディビシオン昇格に貢献。2018年6月に1年間のローン移籍延長が決定した。
2019年8月26日、今度はRCDマジョルカへのローン移籍が発表された。
2020年8月14日、ヘタフェCFへのローン移籍が決定。
ヘタフェではマジョルカでもチームメイトだった久保建英と再会し、両者の頭文字（Kubo, Cucho）から「KuCuコンビ」の愛称で親しまれた。
2021-22シーズン、ワトフォードに戻ったクチョはアストン・ヴィラとの開幕戦で途中出場するとピッチに立って僅か49秒後にゴールネットを揺らし、プレミアリーグデビューで得点した最初のコロンビア人選手となった。
さらに、マンチェスター・シティ、アーセナル、サウサンプトン（2得点）相手にもゴールを決めた。特にアーセナル戦ではバイシクルシュートを決め、このゴールはクラブのシーズン最優秀ゴール賞を受賞した。シーズン後半にクチョはハムストリングを負傷しワトフォードもチャンピオンシップに降格してしまうが、このシーズンにクチョ個人はリーグ戦25試合に出場（先発出場11試合、途中出場14試合）して5ゴールを記録した。

### コロンバス・クルー
降格したクラブでも一定の結果を残していたクチョには欧州の複数のクラブが興味を持ったが、メジャーリーグサッカーのコロンバス・クルーは彼に説得を試みた。
君はまだ23 歳。才能があるし、プレミアリーグでプレーしているからMLSを視野に入れていないのはわかっているが、うちに来てほしい。うちに来て、プレー時間を取り戻し、自信を取り戻し、君らしくプレーして、うちのクラブのスター、うちのリーグのスターになってくれ。代表チームに戻り、いつかヨーロッパの5大リーグに戻れるかもしれない。私たちはその道があると信じているし、それを実現できるように努力しよう。

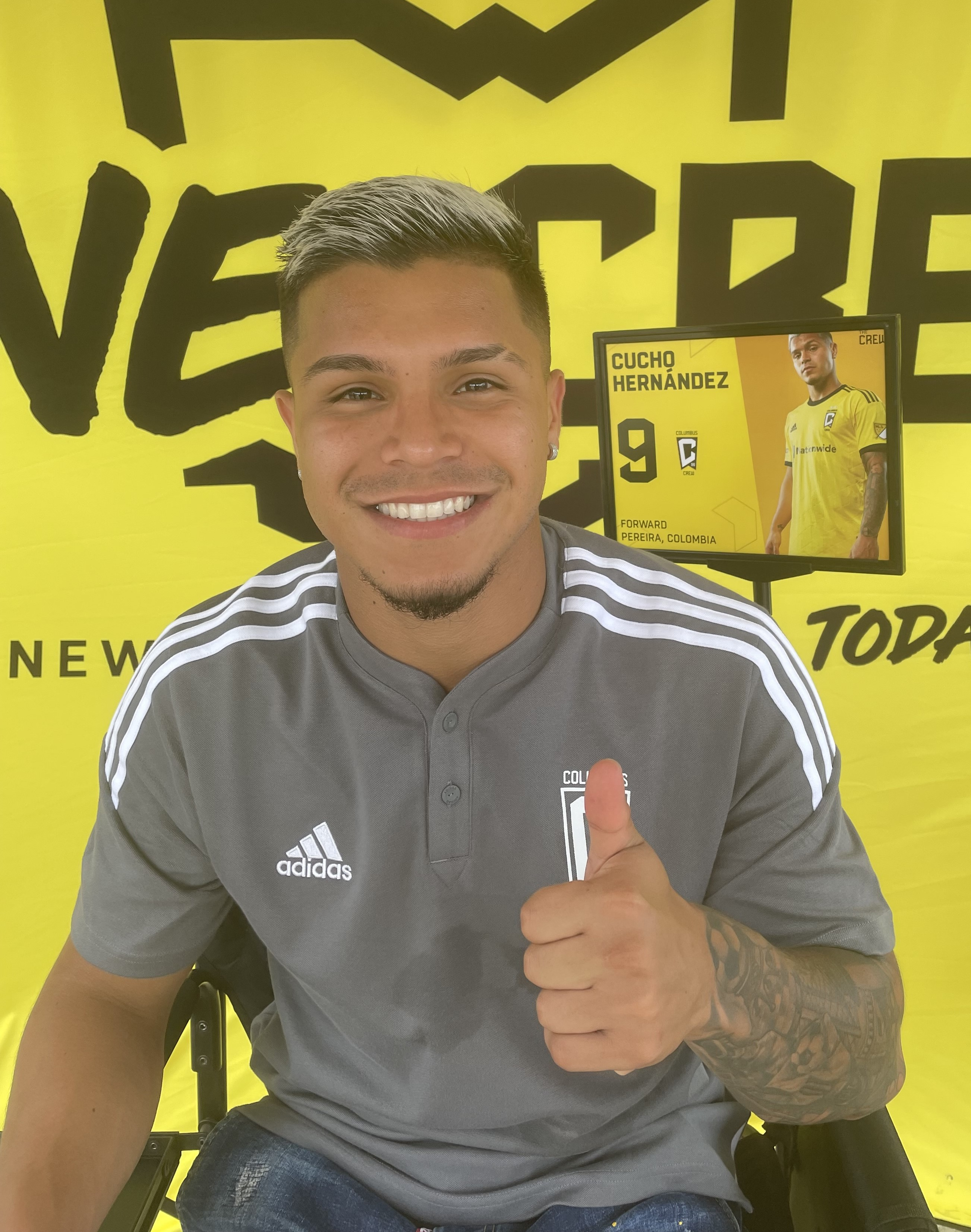
クチョは推定1,000万ドルの移籍金でコロンバスとの契約にサインした

クチョはこの提案を受け入れ、2022年6月21日にコロンバス・クルー史上最高額の移籍金で移籍した。
7月9日、シカゴ・ファイアーFC戦でデビューすると、83分に逆転ゴールを決めて2点ビハインドだったチームを3-2の逆転勝利に導いた。その後もD.C.ユナイテッド戦（2ゴール）、シンシナティ戦でもゴールネットを揺らしてデビュー戦から3試合連続で得点を重ねた。加入1年目はレギュラーシーズン16試合に出場して9ゴールを挙げた。
2023年4月29日から6月17日にかけては9試合連続でゴールに関与しクラブ記録を達成。9月2日のモントリオール戦で移籍後初のハットトリックを達成すると、2試合後のシカゴ・ファイアー戦でも再びハットトリックを記録。キックオフから22分51秒でハットトリックはMLS史上2番目の速さだった。さらに、MLSカップで優勝を果たしてクチョ個人も大会MVPに輝いた。このシーズン、クチョはチーム得点王となり、クラブの最優秀選手にも選出された。
2024年、チームはCONCACAFチャンピオンズカップで決勝まで駒を進めた。決勝前にクチョは背中を怪我し3試合を欠場。CFパチューカとの決勝戦には出場したが0-3で敗れ2025 FIFAクラブワールドカップの出場権を逃した。
7月、MLSオールスターゲームの一員に選抜され、Lower.comフィールドで行われたリーガMXオールスターズとの試合に出場して得点を挙げた。
8月、LAFCとのリーグスカップ決勝では前半終了間際にヘディングで1ゴールを決めた。後半に元フランス代表のオリヴィエ・ジルーに決められたが、後半アディショナルタイムに勝ち越しゴールを決め、さらにその直後にもジェイセン・ラッセル＝ロウのゴールをアシスト。コロンバスの3ゴールに全てに絡む活躍でクラブ初のリーグスカップ優勝の立役者となった。
レギュラーシーズン27試合に出場し19ゴール14アシストを記録（1シーズンにゴールとアシスト共に二桁以上を記録した選手はクラブ史上初、MLSでは19人目）したクチョはチーム得点王と2年連続でのクラブMVPを獲得。
MLSベストイレブンにも選出され、リーグMVPに相当するランドン・ドノバンMVPアワードではリオネル・メッシ（38.43%）に次ぐ2位（33.70%）となった。

### レアル・ベティス
ベティスはクチョがアメリカに渡る前、スペインでプレーしていた頃から獲得を視野に入れていた。そしてオハイオ州のクラブでスター選手になったクチョにオファーを打診した。ベティスが最初に提示した移籍金はコロンバスの期待を大きく下回る額だったが、最終的にコロンバス史上最高額、MLS史上9番目の移籍金（約1,600万ドル＋アドオン）を提示し、クチョ自身も市民権を持つ第二の故郷に戻ることを望んだことで”Win-Win-Win”の取引が実現。
2025年2月3日、レアル・ベティスに移籍した。

## 代表経歴
2017年にエクアドルで開催された南米ユース選手権にU-20コロンビア代表として出場した。
2019 FIFA U-20ワールドカップでは背番号「10」を着用して大会に参加。グループステージのU-20タヒチ戦ではハットトリックを達成した。
2018年10月にフル代表初招集。同月15日の対コスタリカ戦でフル代表戦初出場。代表デビュー戦で2ゴールを決めた。その後は代表から遠ざかるも、2022年6月にサウジアラビアとの親善試合で代表復帰を果たした。

## 個人成績

### クラブでの成績
2025年2月13日現在
| クラブ                    | シーズン       | リーグ戦                | リーグ戦 | リーグ戦 | カップ戦 | カップ戦 | リーグ杯 | リーグ杯 | 国際大会 | 国際大会 | その他 | その他 | 通算 | 通算 |
| クラブ                    | シーズン       | ディビジョン            | 出場     | 得点     | 出場     | 得点     | 出場     | 得点     | 出場     | 得点     | 出場   | 得点   | 出場 | 得点 |
| ------------------------- | -------------- | ----------------------- | -------- | -------- | -------- | -------- | -------- | -------- | -------- | -------- | ------ | ------ | ---- | ---- |
| デポルティーボ・ペレイラ  | 2015           | カテゴリア・プリメーラB | 22       | 3        | 1        | 0        | —        | —        | —        | —        | —      | —      | 23   | 3    |
| デポルティーボ・ペレイラ  | 2016           | カテゴリア・プリメーラB | 33       | 20       | 1        | 0        | —        | —        | —        | —        | —      | —      | 34   | 20   |
| デポルティーボ・ペレイラ  | 通算           | 通算                    | 55       | 23       | 2        | 0        | —        | —        | —        | —        | —      | —      | 57   | 23   |
| アメリカ・デ・カリ (loan) | 2017           | カテゴリア・プリメーラA | 17       | 1        | 4        | 3        | —        | —        | —        | —        | —      | —      | 21   | 4    |
| ワトフォード              | 2021-22        | プレミアリーグ          | 25       | 5        | 1        | 0        | 2        | 0        | —        | —        | —      | —      | 28   | 5    |
| ウエスカ (loan)           | 2017-18        | セグンダ・ディビシオン  | 35       | 16       | 1        | 0        | —        | —        | —        | —        | —      | —      | 36   | 16   |
| ウエスカ (loan)           | 2018-19        | ラ・リーガ              | 34       | 4        | —        | —        | —        | —        | —        | —        | —      | —      | 34   | 4    |
| ウエスカ (loan)           | 通算           | 通算                    | 69       | 20       | 1        | 0        | —        | —        | —        | —        | —      | —      | 70   | 20   |
| マジョルカ (loan)         | 2019-20        | ラ・リーガ              | 22       | 5        | 2        | 0        | —        | —        | —        | —        | —      | —      | 24   | 5    |
| ヘタフェ (loan)           | 2020-21        | ラ・リーガ              | 23       | 2        | —        | —        | —        | —        | —        | —        | —      | —      | 23   | 2    |
| コロンバス・クルー        | 2022           | MLS                     | 16       | 9        | —        | —        | —        | —        | —        | —        | —      | —      | 16   | 9    |
| コロンバス・クルー        | 2023           | MLS                     | 27       | 16       | 1        | 0        | —        | —        | —        | —        | 9      | 8      | 37   | 24   |
| コロンバス・クルー        | 2024           | MLS                     | 27       | 19       | —        | —        | —        | —        | 6        | 2        | 8      | 4      | 41   | 25   |
| コロンバス・クルー        | 通算           | 通算                    | 70       | 44       | 1        | 0        | —        | —        | 6        | 2        | 17     | 12     | 94   | 58   |
| レアル・ベティス          | 2024-25        | ラ・リーガ              |          |          |          |          | —        | —        |          |          |        |        |      |      |
| キャリア総通算            | キャリア総通算 | キャリア総通算          | 281      | 100      | 11       | 3        | 2        | 0        | 6        | 2        | 17     | 12     | 317  | 117  |

1. ↑  リーグスカップ3試合出場3得点、MLSカッププレーオフ6試合出場5得点を記録
2. ↑  CONCACAFチャンピオンズカップ
3. ↑  リーグスカップ5試合出場4得点、カンペオーネスカップ（英語版）1試合、MLSカッププレーオフ1試合に出場

### 代表での成績
2025年2月12日現在
| コロンビア代表 | 国際Aマッチ | 国際Aマッチ |
| 年             | 出場        | 得点        |
| -------------- | ----------- | ----------- |
| 2018           | 1           | 2           |
| 2022           | 1           | 0           |
| 2023           | 2           | 0           |
| 2024           | 1           | 0           |
| 通算           | 5           | 2           |

### 代表での得点
| #  | 開催年月日     | 開催地                         | 対戦相手国 | スコア | 結果 | コンペティション |
| -- | -------------- | ------------------------------ | ---------- | ------ | ---- | ---------------- |
| 1. | 2018年10月15日 | ハリソン, レッドブル・アリーナ | コスタリカ | 2–1    | 3–1  | 親善試合         |
| 2. | 2018年10月15日 | ハリソン, レッドブル・アリーナ | コスタリカ | 3–1    | 3–1  | 親善試合         |

## タイトル
クラブ
コロンバス・クルー
- MLSカップ : 2023
- リーグスカップ :2024

個人
- カテゴリア・プリメーラB得点王 : 2016
- ワトフォードFCシーズン最優秀ゴール : 2022年
- コロンバス・クルーシーズン最優秀選手 : 2023, 2024
- MLSベストイレブン : 2023, 2024
- MLSカップMVP : 2023
- リーグスカップ最優秀選手 : 2024
- MLSオールスター : 2024